# Hawker Tornado
Hawker Tornado — одномоторный истребитель британских ВВС времен Второй Мировой войны. Он должен был заменить Hawker Hurricane, но производство было остановлено из-за проблем с двигателем.

## История создания
6 октября 1939 года состоялся полет первого прототипа. Проведенные испытания показали превосходство над находившимся на вооружении на тот момент истребителем Hurricane. Королевские ВВС заказали серийную партию из 500 машин. Важным требованием было увеличение мощности двигателя. На самолёте стоял мотор Rolls-Royce Vulture II. Его мощность равнялась 1760 л. с.. Он был оснащен 3-х лопастным пропеллером De Havilland Hydromatic.